# Rejon tietiuski
Rejon tietiuski (ros. Тетю́шский райо́н, tatar. Тәтеш районы) – rejon w należącej do Rosji autonomicznej republice Tatarstanu.
Rejon leży w południowo-zachodniej części kraju, jego ośrodkiem administracyjnym jest miasto Tietiuszy. Według danych na rok 2020 rejon zamieszkiwały 21 584 osoby, a gęstość zaludnienia wyniosła 13,23 os./km2, z czego 10 991 osoby mieszkały na obszarach miejskich, a 10 593 na obszarach wiejskich. Ponad 35,7% populacji stanowią Rosjanie, 32,7% Tatarzy oraz 31,6% pozostałe narodowości.

## Geografia
Rejon tietiuski graniczy na południu z obwodem uljanowskim, na zachodzie z rejonem buińskim, a na północy z rejonami apastowskim oraz kamsko-ustińskim.
Powierzchnia rejonu wynosi 1632 km2.

## Galeria

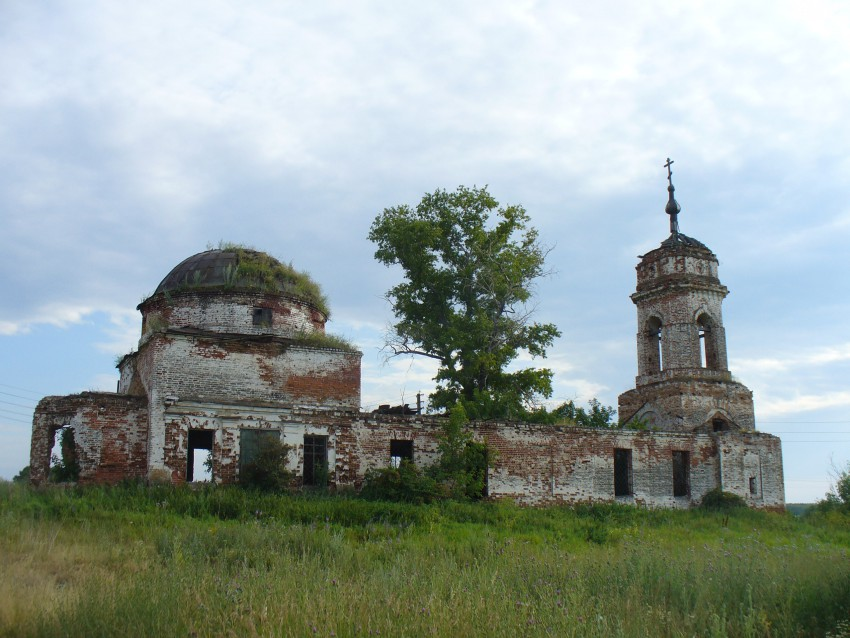
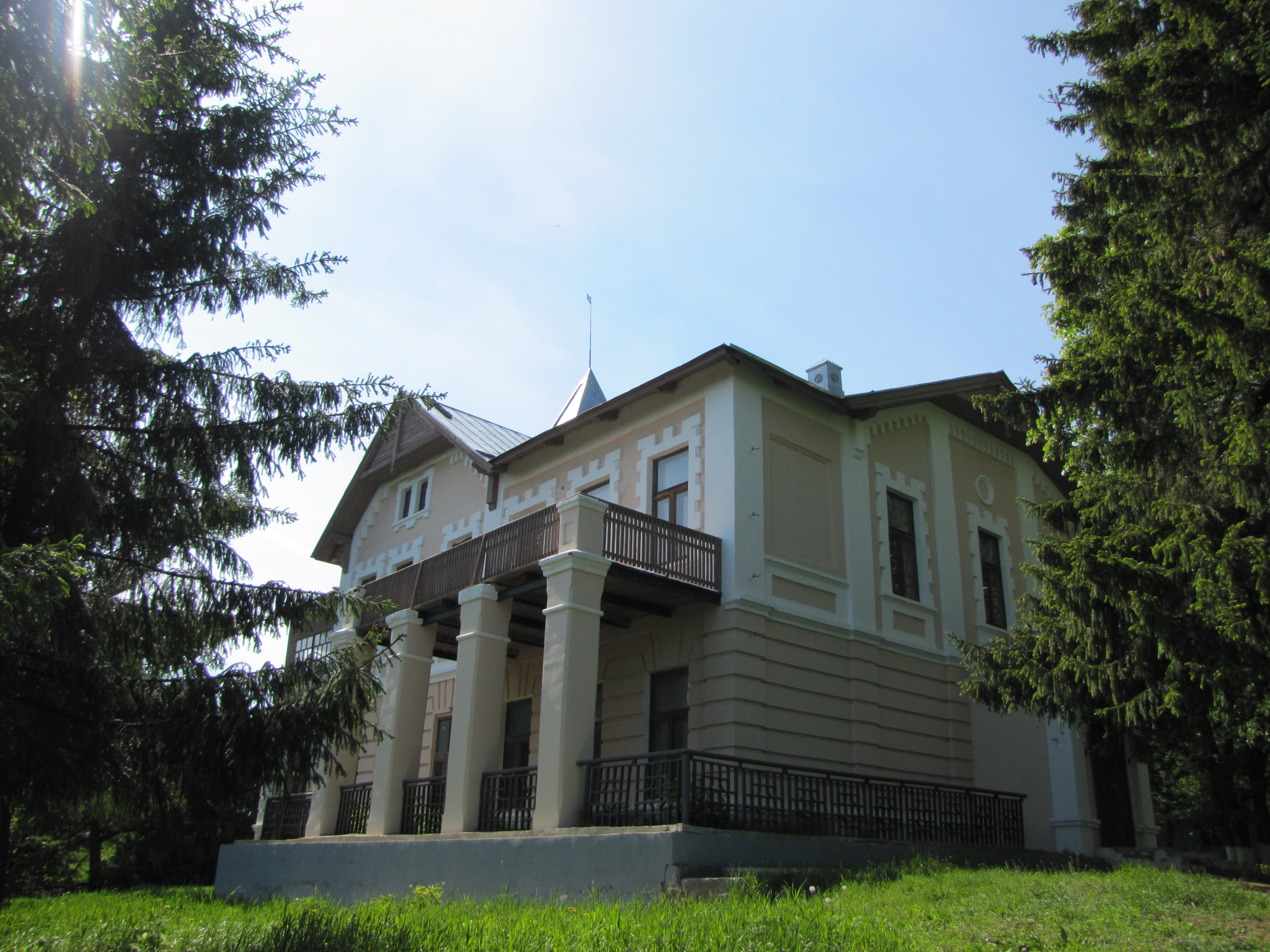
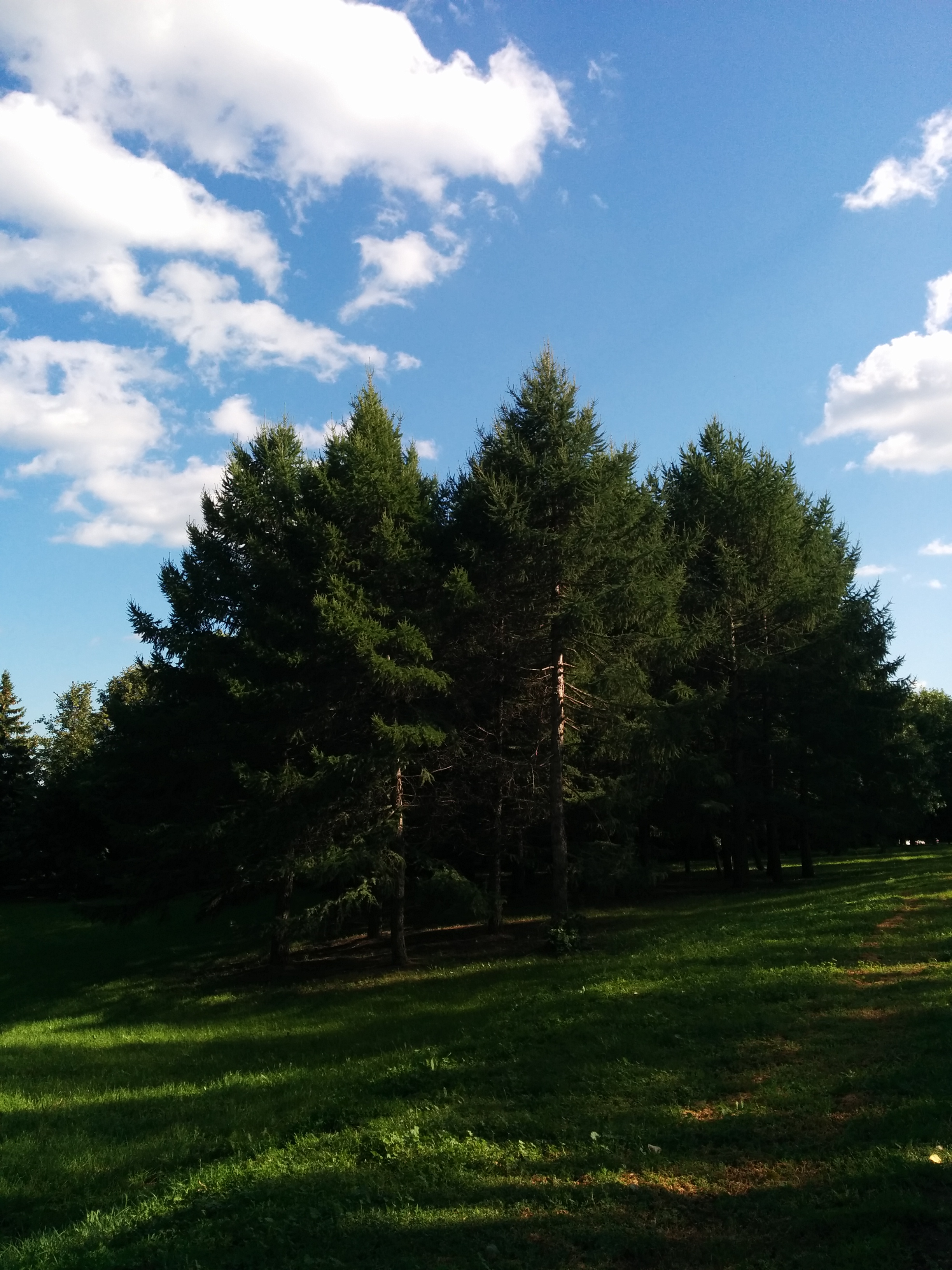
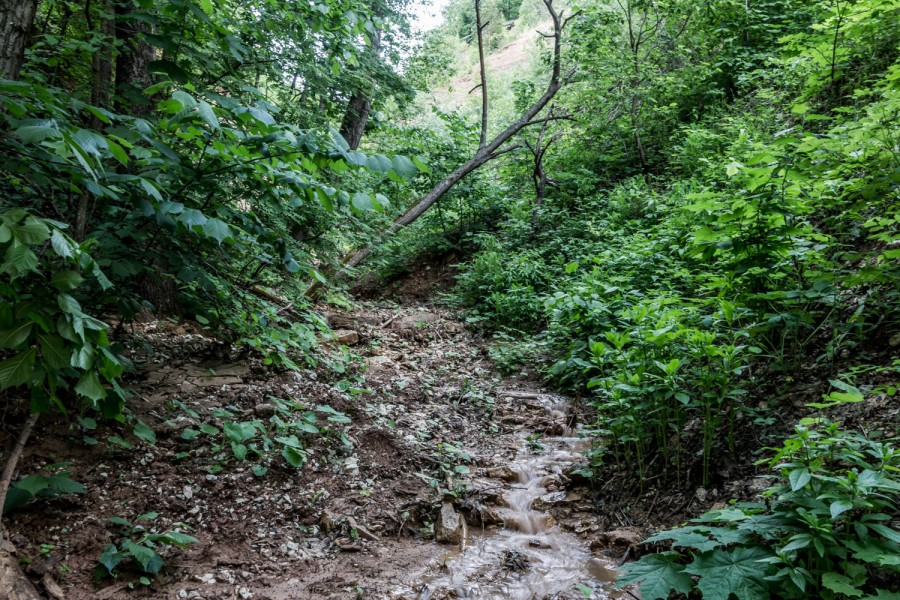